# Polonia w Grecji

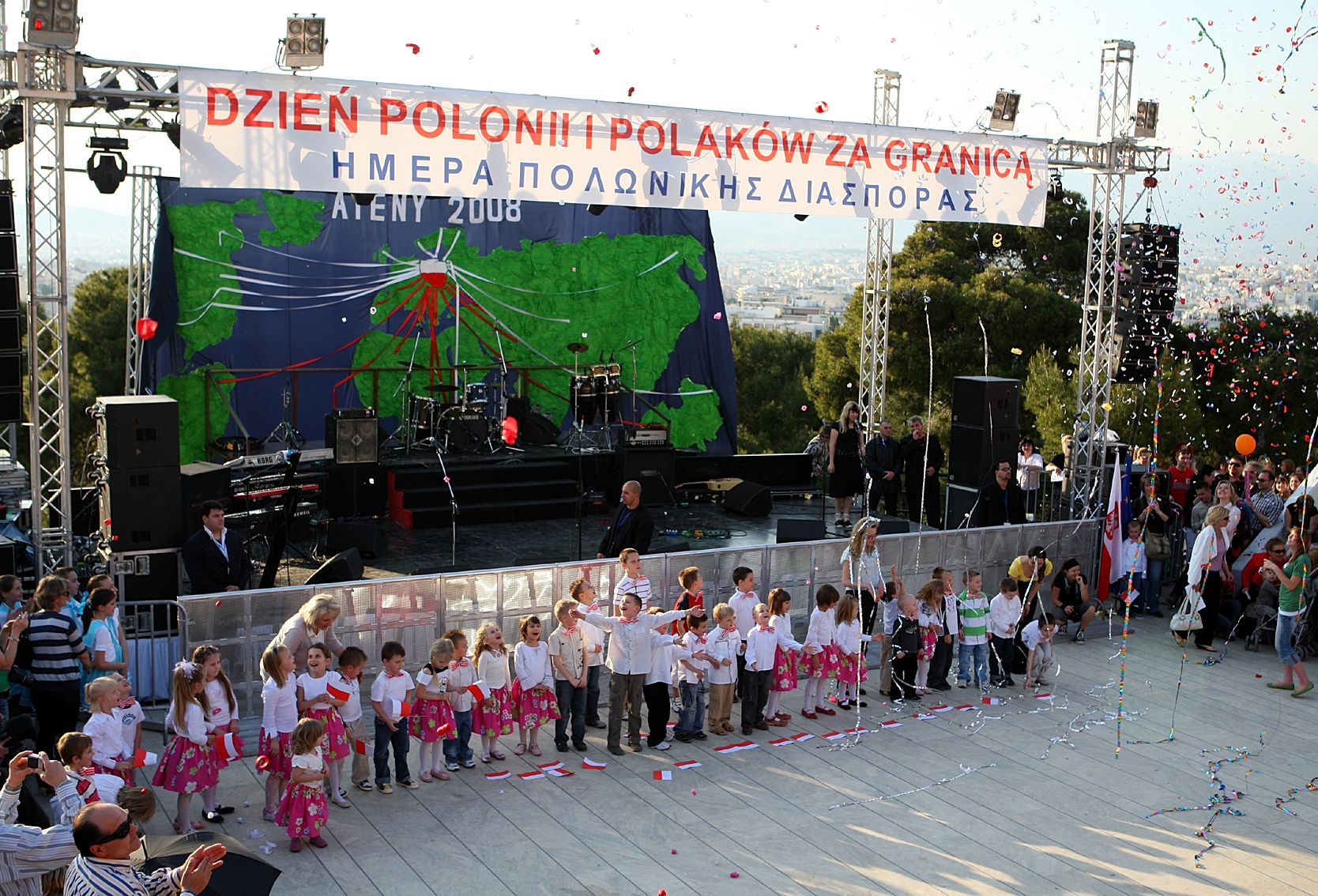
Dzień Polonii i Polaków za Granicą w Atenach (2008)

Polonia w Grecji – Polacy oraz Grecy pochodzenia polskiego mieszkający w Grecji.

## Kształtowanie się Polonii
Polonia w Grecji zaczęła się kształtować w latach 80. XX wieku, ze względu na wprowadzony w Polsce stan wojenny. W 1984 wielkość Polonii wynosiła 35-50 tysięcy osób.
Na początku lat 90. XX wieku otwarto 3 polskie szkoły oraz dla wiernych kościoła rzymskokatolickiego zaczęto w niektórych kościołach odprawiać msze w języku polskim. W języku polskim odbywają się również spotkania religijne innych wyznań (m.in. Świadków Jehowy w Atenach). W latach 90. XX wieku niektóre statystyki wskazywały, że liczba polskich pracowników w Grecji dochodziła do 100 tys. osób.
Nastąpienie kryzysu zadłużenia spowodowany złą sytuacją greckiej gospodarki w 2009 roku spowodował, że liczba Polonii spadła pięciokrotnie powodując ustanie emigracji zarobkowej. Z ponad 50 tysięcznej populacji liczba Polaków w Grecji spadła do ponad 10 tysięcy w 2013 roku.
W 2021 roku liczba Polonii liczyła 8940 osób.

## Instytucje polskie działające w Grecji

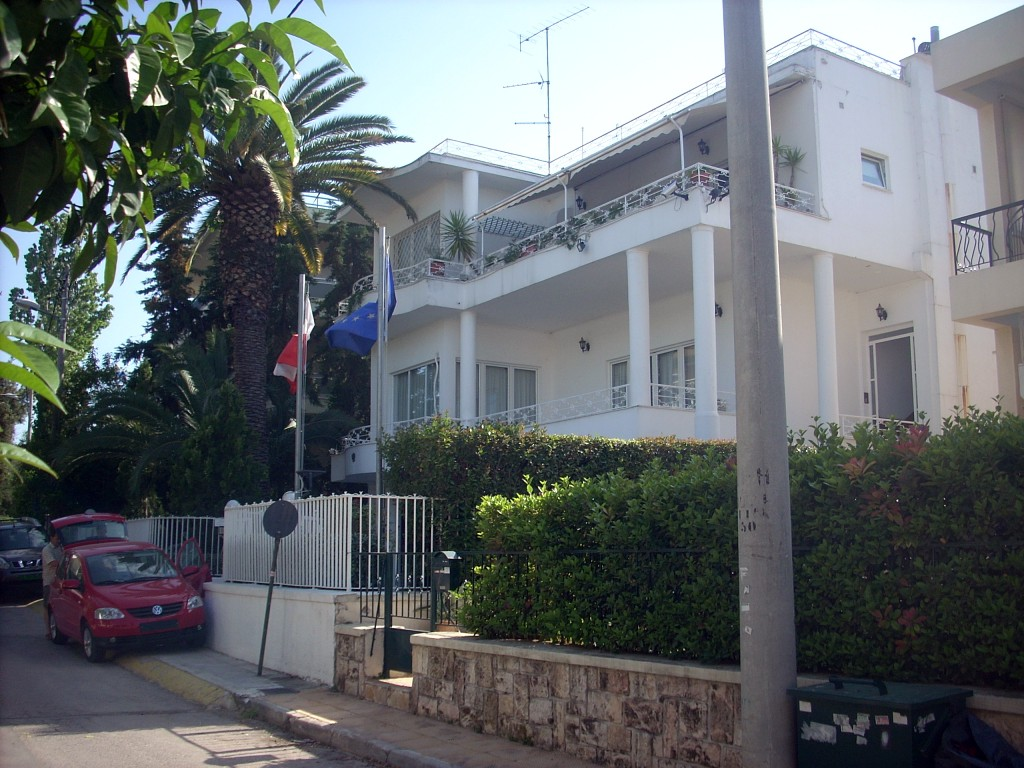
Ambasada Rzeczypospolitej Polskiej w Atenach

W Grecji istnieją polskie instytucje:
- Zespół Szkół im. Zygmunta Mineyki przy Ambasadzie RP w Atenach
- Zagraniczne Biuro Handlowe w Atenach
- Placówka Polskiego Rejestru Statków w Pireusie

## Organizacje polonijne działające w Grecji
W Grecji działają również liczne organizacje polonijne, m.in.:
- Zrzeszenie Polaków w Grecji Książę Mieszko
- POLONORAMA, portal o charakterze informacyjno-kulturalnym dla Polonii greckiej
- Towarzystwo Kultury Polskiej w Atenach im. Juliusza Słowackiego
- Związek Polonijnych Klubów Sportowych w Atenach – Panpolonikos Athens